# Héctor Lastra
Pour les articles homonymes, voir Lastra.
Œuvres principales
Nouvelle
- Cuentos de mármol y hollín (1965)
- De tierra y escapularios (1969)

Romain
- La boca de la ballena (1973)
- Fredi (1996)

Héctor Lastra est un écrivain argentin.